# 500欧元纸币
五百欧元纸币（€500）是最大面额及最大尺寸（160 x 82 mm）的欧元纸币，自2002年欧元（以现金形式）面世以来开始流通。它是全球价值第3高流通貨幣，僅次於10000新加坡元與1000瑞士法郎，價值约合706新加坡元、515美元、3,774人民币、81,057日元、468瑞士法郎、744加拿大元、829澳大利亞元、29,997菲律賓披索、4,009港元、158科威特第納爾或415英镑。共有25个国家使用欧元作为它们的单一货币（24国具有法律地位），覆盖约3.5亿人口。
五百欧元纸币具有紫色色调，并描绘有现代主义建筑风格（约20世纪后期）桥梁和拱门／门廊。此外该纸币还包含多项复杂的安全特点以确保真实性，例如水印、隐形油墨、全息投影和微缩印刷等。該紙幣在最初推出的頭七年流通量非常迅速，截至2008年12月共有530,064,413張五百欧元纸币在欧元区之间流通。隨後增長率大幅放緩，由2011年10月的流通量约594,833,600张上升至2016年1月的约611,833,416张，至2023年11月，其流通量下跌至约240,190,074張。
歐洲中央銀行在2016年5月4日宣布，在2018年底將永久停止印製和發行500歐元紙幣，以防止用作黑市及犯罪運輸毒品不法用途。500歐元在此之後仍然是法定貨幣，且還可用作支付及儲存價值的貨幣功能。有人認為對於實施負利率的歐央行，此舉是為了防止市民及企業囤積現金。

## 历史
欧元设立于1999年，并在当时开始成为欧洲逾3亿人口使用的货币。但在面世的头三年中，它是以一种无形的货币存在，仅在会计工作中使用。欧元现金直至2002年1月1日才正式發行，它取代了欧元区内12国的国家性纸币及硬币，例如卢森堡法郎。
此后斯洛文尼亚于2007年、塞浦路斯和马耳他于2008年、斯洛伐克于2009年、爱沙尼亚于2011年、拉脱维亚于2014年以及立陶宛于2015年亦先后加入欧元区。

### 转型期
将原有币种的纸币及硬币兑换成欧元的转型期历时约2个月，从2002年1月1日至2月28日。本国货币停止作为法定货币的官方日期因各成员国的差异而有所区别。最早的日期是在德国，德国马克于2001年12月31日正式终止法定货币地位，尽管兑换周期长达2个月以上。而即便是在旧货币终止法定货币地位后，它们仍继续为各国央行所受理，时间从十年至永久。

### 变化
纸币在2003年11月前印有欧洲中央银行首任行长维姆·德伊森贝赫签名，并在2003年11月1日由让-克洛德·特里谢所接替，后者签名一直生效至2012年3月。2012年3月之后发行的纸币则印有第三任行长，即马里奥·德拉基签名。
迄今为止欧元纸币仍只有一个版次，但与当前类似的一个新版次计划已公布。
截至2012年6月，当前版次的纸币已无法反映欧洲联盟扩大至27个成员国的事实，其中塞浦路斯由于地图未及向东延伸而无法被描绘在纸币中；此外马耳他也同样缺少，因为它无法满足当前版次中所能描绘的最小尺寸。由于欧洲中央银行计划在每次发行的七至八年后对纸币进行重新设计，第二版次的纸币已处于筹备之中。新的生产和防伪技术将会被应用于新纸币上，但样式设计将采用与当前版次一致的主题和色调，以桥梁及门廊为主。无论如何，它们仍然会被辨识为一个新的版次。然而因欧洲央行已決定逐步停止發行500歐元紙幣所以將不會被列入，因此200歐元會接替成為新系列最高面額紙幣。

## 设计
五百欧元纸币尺寸为160毫米（6.3英寸）×82毫米（3.2英寸），并采用紫色的配色方案。所有欧元纸币都描绘了不同历史时期的欧洲风格桥梁及拱门/门廊；其中五百欧元纸币显示的是现代建筑（约20世纪）。虽然罗伯特·卡利纳的初始设计旨在展现真实的纪念物，但出于政治原因，桥梁和艺术作品仅仅是某一建筑时代的假想范例。
如同所有的欧元纸币，五百欧元纸币包含有面额、欧盟旗帜、欧洲央行行长的签名和以不同欧盟语言标示的银行缩写、欧盟领土的描绘、欧盟旗帜中的星星以及如下所示的多项安全特征。

### 安全特征

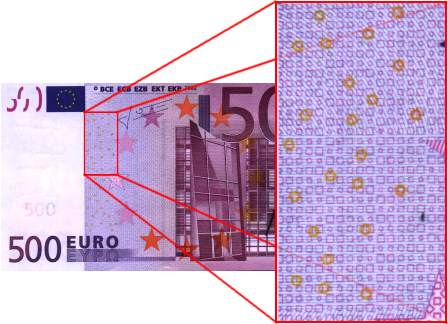
500欧元纸币的圆圈星座防伪技术

五百欧元纸币防伪措施有：
- 光变油墨[18]被用于票面背部的数字，当观察纸币的角度发生变化时，它会显现出从紫色至褐色的不同颜色[20]。
- 阴阳互补对印数字位[18]于票面顶角，迎光观察，正背面图案会重合并组成一个完整的面额数字[21]。
- 全息投影[18]，用在票面上可呈现出在面额数字至窗户或门廊之间的全息图形变化，但在底色中则会呈现出由微缩文字组成、从贴片中心向边缘移动的彩虹色同心圆[20]。
- 圆圈星座[18]；圆圈星座防伪技术是自1996年起便可在全球多款纸币中找到的图案符号设计。它们的添加可帮助图形软件识别纸币在数字图像中的存在[18]。
- 水印[18]，可迎光出现透视[18]。
- 用于主要图像的压凸印刷[18]，票面正面的文字及面额数字均为凸起[22]。
- 紫外油墨（英语：Invisible ink）[18]；在紫外灯光下，纸张本身不发光，嵌入纸张的三色纤维呈现红、蓝、绿色，票面正面的欧盟旗帜呈绿色并配以橙色的星星，欧洲央行行长（现任为马里奥·德拉吉）的签名转为绿色，大星及小圈图案亦会在正面发光，而欧洲地图、桥梁及面额数字则会在背面呈黄色[23]。
- 微缩印刷[18]，票面的多个区域都有微缩印刷，例如正面（欧元的希腊语字符）的内部。微缩文字锐度高，但不模糊[23]。
- 嵌入票面纸张的安全线[18]。迎光观察将显示为暗条纹。单词及面额数字是以微缩字体嵌入安全线中[21]。
- 全息图中的齿孔[18]，并组成欧元符号。这里同样有微缩数字显示面额[21]。
- 稠面表层[18]；票面纸张是由纯棉制成，感觉清脆而坚韧，但不松软或光滑[22]。
- 条形码[18]；
- 序列号[18]。

## 犯罪

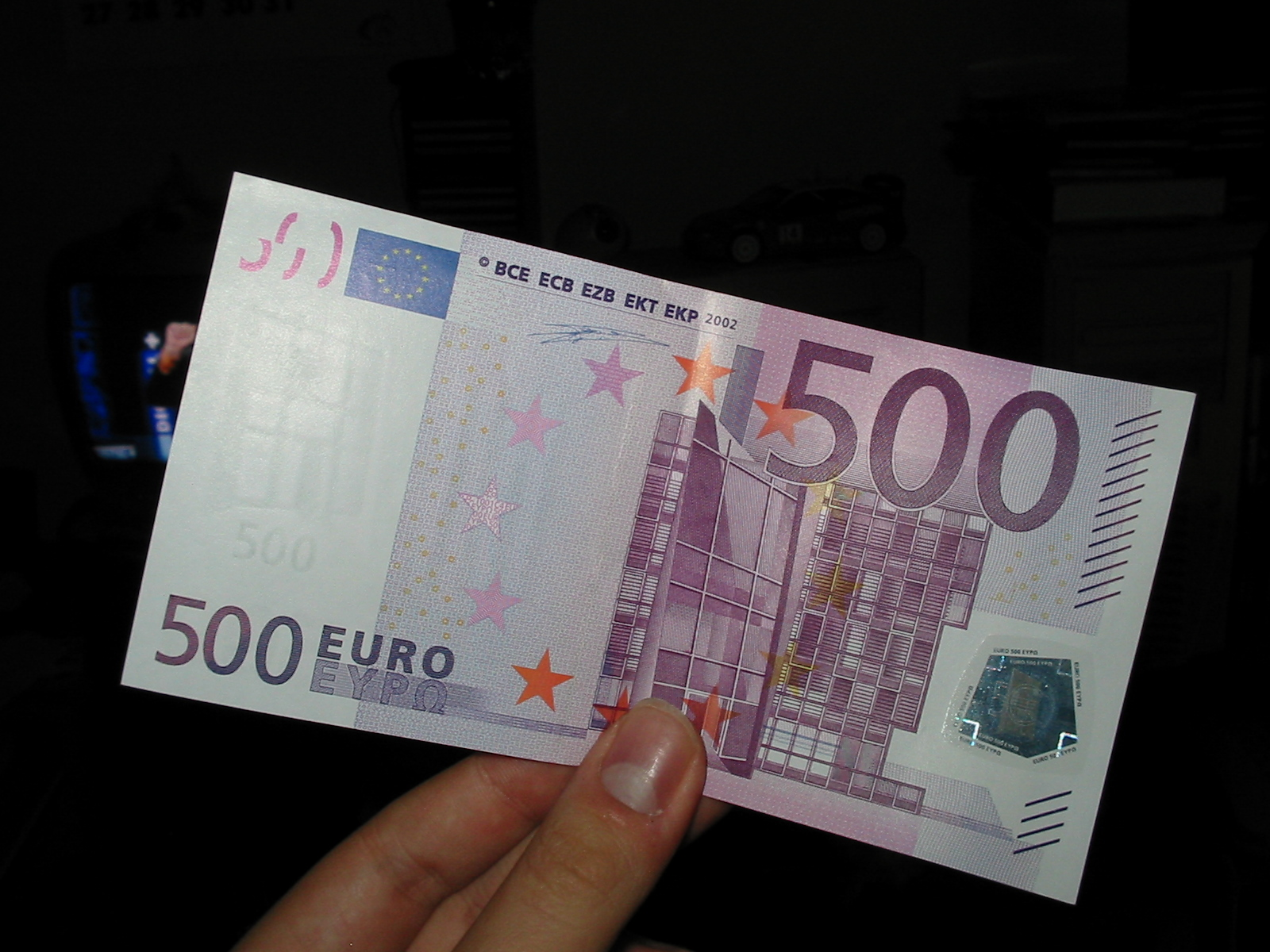
根据记录，自2002年起，所有500欧元纸币中有四分之一都在西班牙流通。

500欧元纸币的价值比起许多其它主要流通货币的最大面额纸币还要高，例如100美元纸币。因此较大的货币价值可以被浓缩成小体积的纸币。这将有利于包括洗钱、非法毒品贸易、逃税等，以现金交易的犯罪活动。为此原因，有要求撤回这一面额纸币的呼声。无论如何，一些曾广泛应用的高价值纸币已被欧元的流通所取代，包括10000比利时法郎（折合€247.89）、5000奥地利先令（€363.36）以及1000荷兰盾（€453.78），尽管它们的价值均未超过500欧元纸币。另有两个例外分别是等效价为€511.29的1000德国马克以及等效价为€711.44的500拉脱维亚拉特。
2006年，所有这些高价值纸币有四分之一都集中在西班牙边境。这种500欧元纸币的高度集中远远超出西班牙的经济规模预期，并且这些纸币在每日的商贸中罕有使用——它们被当地民众冠以了“本·拉登”的绰号（由于纸币的存在和到来是众所周知的，但纸币本身却很难找到）。有趣的是，奥萨马·本·拉登本人在海神之矛行动遭击毙之时，也将500欧元缝入其衣物中。英国和西班牙警方正依靠此钞票追踪洗钱活动。
截至2010年4月20日，英国的货币兑换机构已停止出售500欧元纸币，由于其存在的洗钱风险。严重及有组织犯罪调查局声称，在经过八个月的调查后发现，“在英国出售的所有500欧元纸币中，有90%均落入有组织犯罪之手”。500欧元纸币根据汇率约等值于400英镑（价值为英格兰银行所公开发行的最大面额纸币的八倍以上），并已成为犯罪团伙隐藏其收益的最佳货币选择。
事实上，在英国有比500欧元价值更高的旧版纸币、甚至高达1000英镑的纸币在民间流通。而在其它纸币中，美元以其普遍较低价值的纸币也无法遏制洗钱，例如墨西哥政府在2007年拘捕叶真理的行动中便搜出2.07亿美元现金。此外当今的银行账户和现代化的洗钱方式也表明，将现钞从市场中移除并不等于可以停止犯罪，例如汇丰银行在2000年代便卷入了高科技洗钱丑闻。
在欧盟关于防止利用金融系统进行洗钱和恐怖主义融资活动而制定的第2005/06/EC号指令中，要求银行、房地产中介和许多其它公司对那些金额超过1.5万欧元的现金使用进行调查并上报。

## 流通及法律

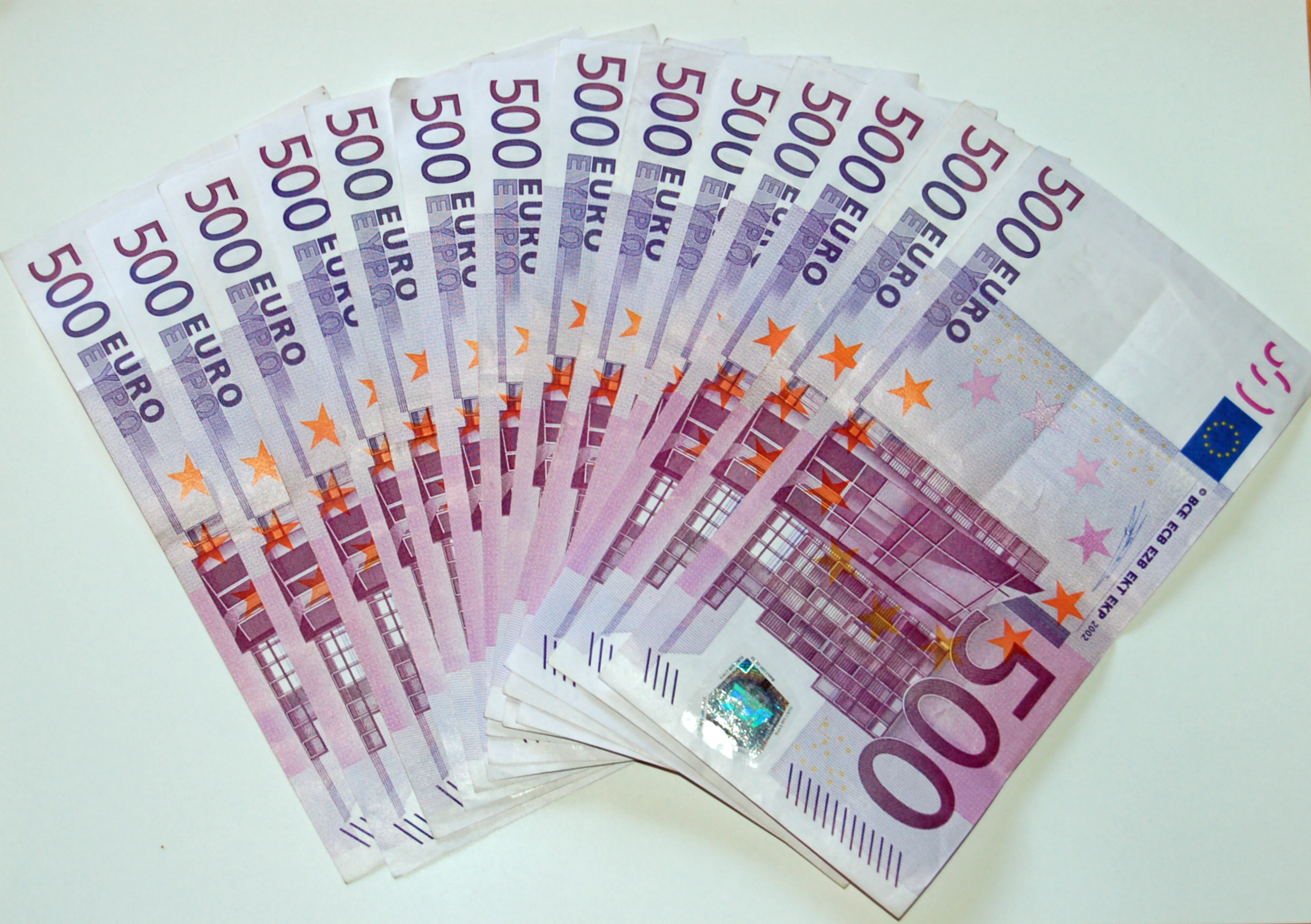
截至2013年5月，共有582,806,900张€500现钞在流通。

截至2013年5月，共有582,806,900张€500现钞在欧元区内流通，因此它是欧元区内流通量第二低的纸币。这也意味着€500纸币的价值合共约为291,403,438,500欧元。欧洲中央银行会密切监控欧元纸币和硬币的库存及流通。这是欧元系统的任务，以确保欧元纸币高效和顺畅的供应，并保持其完整性。
就法律角度而言，无论是欧洲中央银行或是欧元区各国的中央银行都有发行7种不同面额的欧元纸币的权利。但在实践中，仅区内的国家中央银行实际发行和撤回欧元纸币。欧洲中央银行不设现金办事处，也不涉及任何现金操作。

## 追踪
在欧洲范围内还有几个社群的网民，其中大多数来自EuroBillTracker，会作为一种业余爱好对其经手的欧元纸币记录轨迹，以追踪和了解它们的去向和曾经游历的地点。这样做的目的是为了记录更多的纸币以尽可能了解其传播的细节，例如它们主要从何处游历至何处，通常在何处流动，并生成统计数据和排名，例如在哪个国家的流动性更高。截至2011年10月，EuroBillTracker已经登记了逾9600万纸币，价值超过18.76亿欧元。